# Copa de la Reina (volleyboll)
Copa de la Reina är en årlig volleybollcup för klubblag i Spanien. Tävlingen organiseras av det spanska volleybollförbundet, RFEVB, sedan 1976.

## Upplagor
| Upplaga              | Podium                | Podium                | Podium                                | Podium                   |
| Upplaga              | Guld                  | Silver                | Brons                                 | Fyra                     |
| -------------------- | --------------------- | --------------------- | ------------------------------------- | ------------------------ |
| 1976                 | CE Hispano Francès    |                       |                                       |                          |
| 1977                 | Club Medina de Madrid | CV Torrelavega        |                                       |                          |
| 1978                 | CV Longchamps Gijón   |                       |                                       |                          |
| 1979                 | CV Torrelavega        |                       |                                       |                          |
| 1980                 | CV Torrelavega        |                       |                                       |                          |
| 1981                 | CV Sant Cugat         |                       |                                       |                          |
| 1982                 | RCD Espanyol          |                       |                                       |                          |
| 1983                 | CE Hispano Francès    |                       |                                       |                          |
| 1984                 | RCD Espanyol          |                       |                                       |                          |
| 1985                 | RCD Espanyol          |                       |                                       |                          |
| 1986                 | RCD Espanyol          |                       |                                       |                          |
| 1987                 | CV Xàtiva             |                       |                                       |                          |
| 1988                 | CV Xàtiva             |                       |                                       |                          |
| 1989                 | CV Xàtiva             |                       |                                       |                          |
| 1990                 | RCD Espanyol          | CV Tenerife           | CV Xàtiva                             | CV Alcorcón              |
| 1991                 | CV Tenerife           | RCD Espanyol          | CV Xàtiva                             | CD Amanecer              |
| 1992                 | RCD Espanyol          | CV Alcorcón           | CV Tenerife                           | Voley Murcia             |
| 1993                 | CV Alcorcón           | CV Tenerife           | Clas Cuesta Piedra                    | CD Amanecer              |
| 1994                 | CV Alcorcón           | Voley Murcia          | CV Albacete                           | CD Ávila Vóley           |
| 1995                 | CD Ávila Vóley        | CV Torrelavega        | Voley Murcia                          | CV Alcorcón              |
| 1996                 | CV Albacete           | CD Ávila Vóley        | CV Tenerife                           | CV Benidorm              |
| 1997                 | CV Tenerife           | CDU Granada           | CV Albacete                           | CD Ávila Vóley           |
| 1998                 | CV Tenerife           | CDU Granada           | CV Albacete                           | CD Ávila Vóley           |
| 1999                 | CV Tenerife           | CDU Granada           | Voley Murcia                          | CV Diego Porcelos        |
| 2000                 | CV Tenerife           | CDU Granada           | CV Albacete                           | CV Benidorm              |
| 2001                 | CV Tenerife           | CV Diego Porcelos     | CD Ávila Vóley                        | CDU Granada              |
| 2002                 | CV Tenerife           | CV Diego Porcelos     | CV La Calzada                         | CV Las Palmas            |
| 2003                 | CV Tenerife           | CV Diego Porcelos     | CV Las Palmas                         | CV Albacete              |
| 2004                 | CV Tenerife           | CD Ávila Vóley        | CDU Granada                           | CV Las Palmas            |
| 2005                 | CV Tenerife           | CD Ávila Vóley        | CV Albacete                           | CV Diego Porcelos        |
| 2006                 | CV Tenerife           | CV Las Palmas         | CV Las Palmas                         | CAV Murcia 2005          |
| 2007                 | CAV Murcia 2005       | CV Aguere             | CV Albacete                           | CV Tenerife              |
| 2008                 | CAV Murcia 2005       | CV Sanse              | Club 15-15                            | CV Albacete              |
| 2009                 | CAV Murcia 2005       | CV Ciutadella         | CV Albacete                           | CV Las Palmas            |
| 2010                 | CAV Murcia 2005       | CV Diego Porcelos     | AD A Pinguela                         | CV Aguere                |
| 2011                 | CAV Murcia 2005       | CV Ciutadella         | CV Diego Porcelos                     | CV Haro                  |
| 2012                 | CV Haro               | CV Logroño            | CV Ciutadella                         | CV Diego Porcelos        |
| 2013                 | CV Haro               | CV Logroño            | Voley Murcia                          | CV Barcelona             |
| 2014                 | CV Logroño            | CV Ciutadella         | CD Iruña                              | CV Alcobendas            |
| 2015                 | CV Logroño            | CD Iruña              | CV JAV Olímpico                       | CV Barcelona             |
| 2016                 | CV Logroño            | CD Iruña              | CV Haris                              | CV Alcobendas            |
| 2017                 | CV Haris              | CV Logroño            | CV Alcobendas                         | CV Aguere                |
| 2018                 | CV Logroño            | Tenerife Sur Voleibol | CV Haris                              | CAV Esquimo Dos Hermanas |
| 2019                 | CV Logroño            | CV Haris              | CV Barcelona                          | CV Alcobendas            |
| 2020                 | CV Logroño            | CV Ciutadella         | CV Haro                               | CV Alcobendas            |
| 2021                 | CV Alcobendas         | CV JAV Olímpico       | CV Haris                              | CV Ciutadella            |
| 2022                 | CV Haris              | CV Emevé              | CV JAV Olímpico och CV Kiele          |                          |
| 2023 mer information | CV Haris              | CV JAV Olímpico       | CV Kiele och CAV Esquimo Dos Hermanas |                          |
| 2024                 | CV JAV Olímpico       | CV Ciutadella         | CV Haris                              | CV Sant Cugat            |

## Medaljörer
| Pos. | Lag                      | Guld | Silver | Brons | Fyra |
| ---- | ------------------------ | ---- | ------ | ----- | ---- |
| 1    | CV Tenerife              | 11   | 2      | 2     | 1    |
| 2    | CV Logroño               | 6    | 3      | -     | -    |
| 3    | RCD Espanyol             | 6    | 1      | -     | -    |
| 4    | CAV Murcia 2005          | 5    | -      | -     | 1    |
| 5    | CV Haris                 | 3    | 1      | 4     | -    |
| 6    | CV Xàtiva                | 3    | -      | 2     | -    |
| 7    | CV Torrelavega           | 2    | 2      | -     | -    |
| 8    | CV Alcorcón              | 2    | 1      | -     | 2    |
| 9    | CV Haro                  | 2    | -      | 1     | 1    |
| 10   | CE Hispano Francès       | 2    | -      | -     | -    |
| 11   | CD Ávila Vóley           | 1    | 3      | 1     | 3    |
| 12   | CV JAV Olímpico          | 1    | 2      | 2     | -    |
| 13   | CV Albacete              | 1    | -      | 7     | 2    |
| 14   | CV Alcobendas            | 1    | -      | 1     | 4    |
| 15   | CV Sant Cugat            | 1    | -      | -     | 1    |
| 16   | CV Longchamps Gijón      | 1    | -      | -     | -    |
|      | Club Medina de Madrid    | 1    | -      | -     | -    |
| 18   | CV Ciutadella            | -    | 5      | 1     | 1    |
| 19   | CV Diego Porcelos        | -    | 4      | 1     | 3    |
| 20   | CDU Granada              | -    | 4      | 1     | 1    |
| 21   | CD Iruña                 | -    | 2      | 1     | -    |
| 22   | Voley Murcia             | -    | 1      | 3     | 1    |
| 23   | CV Las Palmas            | -    | 1      | 2     | 3    |
| 24   | CV Aguere                | -    | 1      | -     | 2    |
| 25   | CV Emevé                 | -    | 1      | -     | -    |
|      | CV Sanse                 | -    | 1      | -     | -    |
|      | Tenerife Sur Voleibol    | -    | 1      | -     | -    |
| 28   | CV Kiele                 | -    | -      | 2     | -    |
| 29   | CV Barcelona             | -    | -      | 1     | 2    |
| 30   | CAV Esquimo Dos Hermanas | -    | -      | 1     | 1    |
| 31   | AD A Pinguela            | -    | -      | 1     | -    |
|      | CV La Calzada            | -    | -      | 1     | -    |
|      | Clas Cuesta Piedra       | -    | -      | 1     | -    |
|      | Club 15-15               | -    | -      | 1     | -    |
| 35   | CD Amanecer              | -    | -      | -     | 2    |
|      | CV Benidorm              | -    | -      | -     | 2    |

## Individuella utmärkelser (Mest värdefulla spelare)[5]
- 2005 - Luciana Marques (Caja de Ávila CSC)
- 2006 - Virginie De Carne (Tenerife Marichal)
- 2007 - Lioubov Kilic (Grupo 2002 Murcia)
- 2008 - Fofao (Grupo 2002 Murcia)
- 2009 - Priscila Rivera (CAV Murcia 2005)
- 2010 - Priscila Rivera (CAV Murcia 2005)
- 2011 - Romina Lamas (CAV Murcia 2005)
- 2012 - Noelia Sánchez (Haro Rioja Voley)
- 2013 - Helia González (Haro Rioja Voley)
- 2014 - Yoraxi Meleán (Embalajes Blanco Tramek Murillo)
- 2015 - Daniela Da Silva (Naturhouse Ciudad de Logroño)
- 2016 - Esther López (Naturhouse Ciudad de Logroño)
- 2017 - Jessica Wagner (Figaro Peluqueros Haris)
- 2018 - Fernanda Gritzbach (Minis de Arluy VB Logroño)
- 2019 - Ashley Evans (Minis de Arluy VB Logroño)
- 2020 - Daniela Da Silva (May Deco Voleibol Logroño)
- 2021 - María Alejandra Álvarez (Feel Volley Alcobendas)
- 2022 - Patricia Aranda (Sanaya Libby ́s La Laguna)